# パートナー (小花美穂の漫画)
『パートナー』は、小花美穂による日本の漫画作品。『りぼん』（集英社）1999年9月号から2000年10月号まで連載された。単行本全3巻。

## あらすじ
一卵性双生児の桜沢苗・萌と二卵性双生児の添田賢・武。彼らは高校で出会って意気投合し、楽しく学校生活を送っていた。苗は賢が好きであったが萌も賢のことを好きになり、やがて彼らは付き合うことになる。苗は自分の気持ちをついに言い出せず賢のことを諦めていた。
やっと吹っ切れてきた苗だったが、自分の賢への好意を萌が気づいていたと知り、萌と喧嘩をしてしまう。翌日、自分が悪かったと反省した苗は、仲直りするために萌に早めの誕生日プレゼントを買った。が、その日萌が交通事故死し、苗は萌と仲直りする前に死別してしまった。さらに、萌の遺体が何者かに盗まれ、遺族を大きく動揺させる。
事故の日から約3か月が経過し、夏休みが間近に迫っていた。しかし、彼女を亡くした賢はふさぎこみ、終業式になっても高校へ来なくなっていた。クラスメイトの吉野は苗と添田兄弟を励ますため、気晴らしの旅行を企画。山陰に住んでいる吉野の伯父が家を空けるため、吉野は留守番を頼まれていたのであった。伯父はバイクをコレクションしており、それらにも乗ってよいという。それを聞き、ふさぎこんでいた賢も旅行に同意する。こうして、苗たちはみんなで山陰へ旅行に行くことに。
旅先で苗・賢・武が買い出しに行った時、彼らは死んだはずの萌に遭遇した。が、萌は彼らを見ても好意的に振舞うことはなく、その上賢が萌の腕を強く引っ張ったところ、なんと腕が取れてしまう。萌は見知らぬ人の車に乗り込んで去ってしまい、車を追った彼らがたどりついたのは、製薬会社の工場だった。そこで彼らは工場のスタッフに拘束され、驚くべき事実を聞かされる。工場では死体を使った実験が行われており、そのために萌の遺体も盗まれ、萌はL・S・P（生きている人間剥製）として再生されたのだ。驚きと怒りを隠せない彼らであったが、工場内の監房に監禁されてしまい……。

## 登場人物
桜沢苗（おうさわ なえ）
1982年4月30日生まれのB型。本作の主人公。高校2年生。剣道部員で有段者。しっかり者だが、妹の萌と比べて、はっきりと自己主張することは少ない。研究所での監禁生活を通して、武と恋人同士になる。かつては萌と同じくらいの長髪だったが見分けがつきにくいこと、萌が髪を切るのを拒否したため自分から髪を短くした。元々は賢に思いを寄せていた。最終回では、武との子供（双子）を妊娠する。
桜沢萌（おうさわ もえ）
1982年4月30日生まれのB型。苗の双子の妹（一卵性）。賢の彼女。かなりの天然ボケで天真爛漫な性格。高校2年になったばかりの4月24日、交通事故死する。その後彼女の遺体が病院から消失。東条光臣によってL・S・Pとなる。
添田武（そえだ たけし）
1982年5月23日生まれのA型。苗たちの友人。明るくノリは軽い。苗が好きで、度々積極的にアプローチをする。監禁生活を通して、苗と恋人同士になる。
銃撃を受けて死に掛けるが、苗の機転によって東条博士の手術を受けて生き延びる。その際、保管されていた兄・賢のすい臓、血管と骨の一部を移植された。
添田賢（そえだ けん）
1982年5月23日生まれのA型。武の双子の兄（二卵性）で、萌の彼氏。穏やかな性格。弟の武に比べると精神的にはかなり繊細で萌が亡くなった際には、葬式にも参加できず学校にも登校できないほど落ち込んでいた。
監禁後、苗達とともに脱出を目指していたが、モエの人工頭脳の成長を促すためという名目でL・S・Pたちが暮らすA館への出入りを認められる。そこで、生前のそのままなtype04と接しているうちに身も心もボロボロになっていき、最終的には04とバイクで海に出かけ、バイクで転落死してL・S・Pにされる。
L・S・P type01 SEITA（セイタ）
生前の名は岩垣星太。岩垣の息子で交通事故で死亡した。苗や武たちが来てから、工場内でとある騒動を起こし、最期は父親（岩垣）によって額を撃たれ、始末される。享年8。
L・S・P type02 CARRIE（キャリー）
もとは、自分の容姿にコンプレックスを感じて自ら命を絶った少女。再生する際に、生前彼女が憧れていた外国人モデルに博士が整形した（手術前の顔も醜くはなかったと言われている）。「CARRIE」はそのモデルの名前。自分の美しさを周囲の人に訊いて回る癖がある。終盤で、埋め込まれた人工頭脳に障害を起こし暴走する。
L・S・P type03 TOSHIAKI（トシアキ）
モエやキャリーとあまり年が離れていない外見の少年。モエの夫で、04に様々な危害（腕を千切る、海に落とすなど）を加えた賢が04に近づこうとすると怒る。暴走したキャリーに電気スタンドなどで頭を殴られ、m･vが顔の表面に出てくる。L・S・P達の中では唯一生前の死因が不明。
L・S・P type04 MOE（モエ）
東条博士によってL・S・Pとなった萌。まだ再生されて日が浅く、人工頭脳の学習機能が未熟なためおかしな喋り方をする。子宮などが無事だったこともあって、第2ラボでトシアキとの間に子供が作られた(この事で賢は更に精神的に追い込まれていく)。脱出作戦中の苗・武と遭遇した際、眠った脳が一時覚醒し、本来の萌に戻って苗と仲直りした。
L・S・P type05 KEN（ケン）
L・S・Pとなった賢。あまり喋らず、モエの後にくっついている。工場のA館にやってきた武たちに出会い、眠った脳が一時覚醒して「（ここは）危険 C館戻れ!」と告げたことがある。また、苗達の工場脱出作戦中、出口傍で警備班のリーダーに襲われた2人を銃撃から庇って逃がし、扉を閉めた。その際にも脳が覚醒したような描写があるが、A館爆発に巻き込まれた。
東条光臣（とうじょう こうしん）
L・S・Pを作り出した若き医学博士。見た目は賢に初対面時に女性と間違われたほど容姿端麗で穏やかだが危険な思想の持ち主。仕事をしているのかと思ったら、明らかにゲームをしているなどコミカルな一面もある。ある目的のためにL・S・Pの作成・実験を続けている。研究所爆発で死亡する。
澄華（すみか）
研究所の奥にある第1ラボに安置されている女性。故人。東条博士の双子の妹で恋人だった。よく似た容姿の光臣が生き別れた双子の兄とは知らなかった。野口の後輩で親友でもあった。
野口冴子（のぐち さえこ）
東条博士の秘書。武曰く野太い声をしているらしい。学生時代の澄華の先輩でもあった。後輩（澄華）を死に追いやった東条博士をずっと恨んでいたため、C館にいる苗達にメモで極秘情報を流したこともある。最後は東条が父親を殺したという手口で東条に毒を打つが、「最後まで彼の秘書として傍にいる」と、研究所の爆発に巻き込まれ死亡する。
吉野工場長（よしの）
苗達の友人・吉野の伯父。製薬工場の表向きの責任者。東条博士の目的を部下に口走るなど勝手な行動を数多く行ったため、東条博士に殺された。
岩垣（いわがき）
研究所の警備班員。星太の父親。監禁された苗たちの境遇に思うところがあったのか脱出に手を貸した工員たちのリーダー。暴走したL・S・Pとはいえ息子の01を撃ってしまう。脱出作戦の際、リーダーに撃たれて重傷を負うも、辛うじて脱出。
中津（なかつ）
工場の警備班の一人で、眼鏡をかけている。苗たち3人の見張りを担当中、苗を襲おうとするが、棒を手にした苗に倒され気絶する。その後もキレた武に腕を折られかける。
吉野
苗達の友人。伯父に利用され、何も知らずに苗達を別荘へ呼ぶ。事件後は涙を流しながら武と苗に謝罪した。

## 用語
L・S・P (Living Stuffed People)
東条博士によって遺体に必要な部分を補って再生された『生きている人間剥製』。傷が少ない綺麗な遺体を選んで再生させているので容姿は生前のままで、声も同じ。しかし、その脳は眠ったような状態なので、人工頭脳も埋め込まれている。会話能力が上達すると、ほぼ普通の人間と変わらなくなる。
m・v (mold virus)
実験遺体から偶然発生したカビ状のウイルスで、死者を生き返らせるが、生者には逆に猛毒。なお、劇中ではウイルスであるにかかわらず、「特殊な菌」と説明されているが、厳密にはウイルスと細菌は全くの別物である。